# Truth Or Dare (álbum de Oomph!)
Truth Or Dare es el cuarto álbum recopilatorio de la banda alemana Oomph!, el cual contiene 14 temas pertenecientes a los álbumes Wahrheit oder Pflicht, GlaubeLiebeTod & Monster regrabados en inglés.

## Lista de canciones
1. Ready Or Not (I'm Coming)
2. Burning Desire
3. Song of Death
4. God is a Popstar
5. Labyrinth
6. The Final Match
7. Crucified
8. Sandman
9. Sex is not Enough
10. Land Ahead
11. Wake Up!
12. The Power of Love
13. True Beauty is so Painful
14. The First Time Always Hurts
15. Dream Here (With Me)
16. On Course

## Lanzamientos previos
- God is a Popstar fue lanzado como lado B en el sencillo del álbum "Die Schlinge"
- The Power of Love fue lanzado originalmente en el álbum recopilatorio "Delikatessen"